# اتحاد النضالات الشيوعية
اتحاد النضالات الشيوعية (بالفرنسية: Union de Luttes Communistes)‏ كان حزبا شيوعيا في الدولة المعروفة الآن باسم بوركينا فاسو. تم تشكيل الحزب من خلال انقسام المنظمة الشيوعية الفولتية. تم تشكيله في 14 أكتوبر 1979. روج الحزب لـ«الثورة الشعبية والديمقراطية».
في عام 1981 تم حل الحزب. في عام 1983 أعيد تشكيله، وعرف باسم اتحاد النضالات الشيوعية - المجدد.
نشر الحزب صحيفتي البروليتاري والثورة البلشفية.